# 慧眼識英雄
《慧眼識英雄》（英語：Hero vs Hero），由歐陽俊執導的台灣電影，由王冠雄、林青霞主演。

## 劇情簡介
沈韻白是一名電視臺的記者，在一次開車追拍逃犯中被劫為人質，幸好被警員楊懷秋救出，兩人因此相識。楊調查一個兇殺案，並從死者身上的物品查覺到是沈以前的男朋友方正行。懷疑兇手是方正行的情敵王邦，同時方正行的未婚妻艾蓉也失蹤了。沈靚白被人騙到一個地方，看到方正行在她前面。方正行告訴她那個死人其實是自己殺死的王邦，他要沈幫助自己逃出香港。就在他們的船在大海上行駛以為逃出香港的時候，楊帶領的員警直升機出現在船的上方，展開追捕行動，然後在這次行動雖順利緝捕匪徒，但是警員明德卻不幸喪命。（因之前的一次緝捕行動中為自保與懷秋之安危，對嫌犯開槍，被上司認定為濫用槍械，而讓他在這次行動中原本已壓制嫌犯，但猶豫不決不肯開槍，導致被嫌犯刺中多刀而身亡）

## 演員表
| 演員   | 角色     | 備註 |
| 王冠雄 | 楊懷秋   | 警察 |
| 林青霞 | 沈韻白   | 記者 |
| 楊惠姍 | 艾蓉     |      |
| 柯俊雄 | 方正行   |      |
| 石英   |          | 記者 |
| 潘迎紫 | 潘小姐   |      |
| 梁修身 | 韻白表哥 |      |
| 劉德凱 | 明德     | 警察 |
| 馬沙   |          |      |
| 張沖   |          |      |

## 電影歌曲
| 曲別   | 歌名 | 演唱者         | 作詞 | 作曲   | 備註 |
| 主題曲 | 慧眼 | 王冠雄／陳盈潔 | 孫儀 | 黃仁清 |      |

## 獎項
| 頒獎典禮     | 獎項         | 名單   | 結果 |
| ------------ | ------------ | ------ | ---- |
| 第19屆金馬獎 | 最佳女主角   | 林青霞 | 提名 |
| 第19屆金馬獎 | 最佳改編音樂 | 黃仁清 | 提名 |

## 外部連結
- 開眼電影網上《慧眼識英雄》的資料（繁體中文）
- 豆瓣电影上《慧眼識英雄》的資料 （简体中文）